# Антонов, Семён Афанасьевич
Семён Афанасьевич Антонов — советский хозяйственный, государственный и политический деятель.

## Биография
Родился в 1910 году в деревне Енеш-Косы. Член ВКП(б) с 1932 года.
С 1930 года — на хозяйственной, общественной и политической работе. В 1930—1975 гг. — окончил Свердловский горный институт, на инженерных должностях на машиностроительных заводах Соликамска и Березников, секретарь Молотовского областного комитета ВКП(б) по топливной промышленности, секретарь Молотовского областного комитета ВКП(б) по кадрам, 2-й секретарь Молотовского областного комитета ВКП(б), директор Торецкого/Дружковского машиностроительного завода, начальник управления Сталинского совнархоза, на руководящих должностях в металлургической отрасли СССР, заместитель начальника управления Министерства угольной промышленности СССР.
Избирался депутатом Верховного Совета РСФСР 2-го созыва.